# McKinney

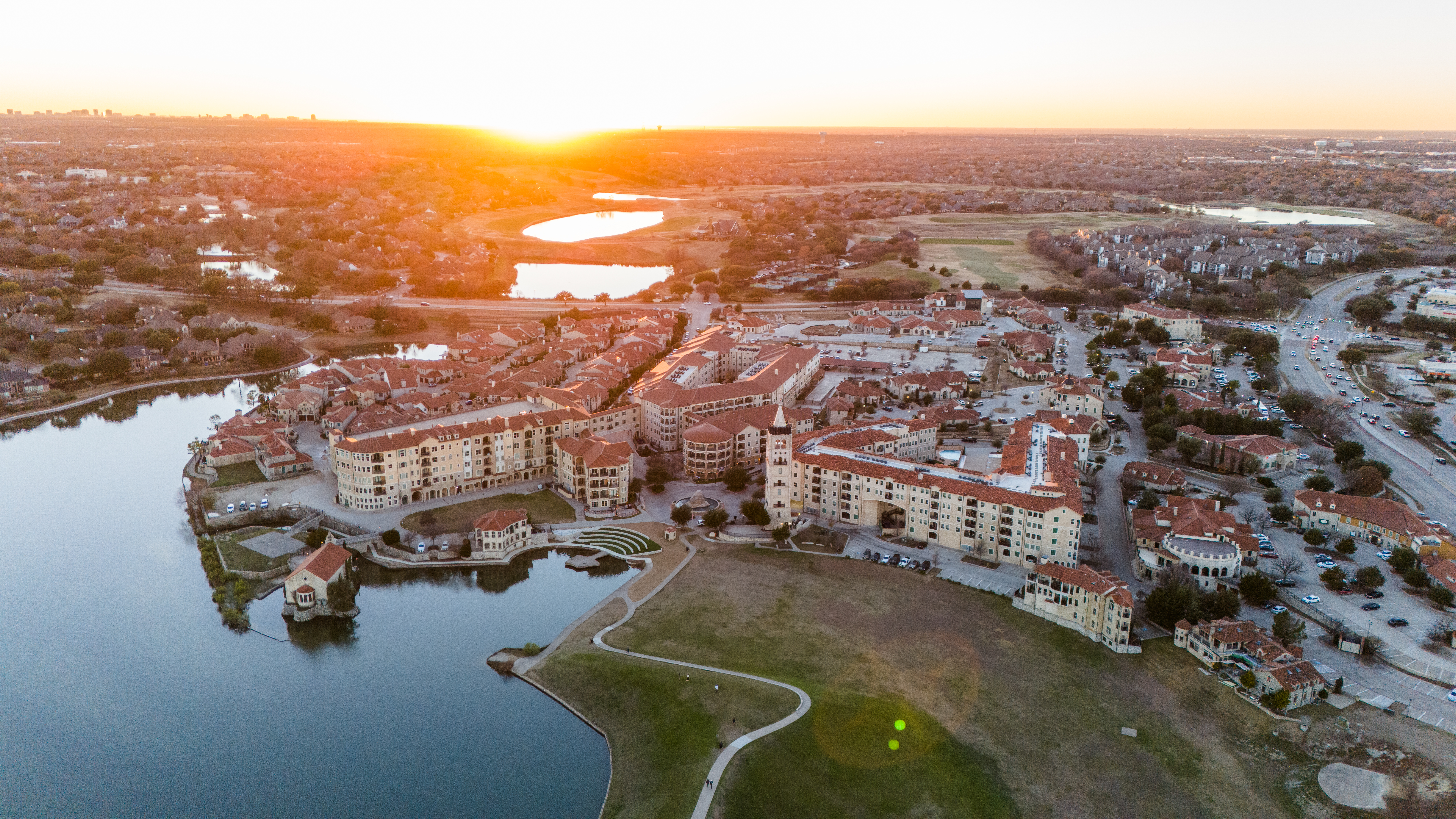
Panorama McKinney w 2024

McKinney – miasto w Stanach Zjednoczonych, w stanie Teksas, w hrabstwie Collin, będące częścią obszaru metropolitalnego Dallas–Fort Worth. Według danych szacunkowych z 2023 roku, McKinney liczy 213,5 tys. mieszkańców. W latach 2010–2020 populacja wzrosła o 49% i należy do czołówki najszybciej rozwijających się miast w Stanach Zjednoczonych.
W 2014 roku magazyn Money uznał McKinney za najlepsze miejsce do życia w Ameryce – miasto zostało wybrane na podstawie takich cech jak: jakość edukacji, krajobrazy i rynek pracy.